# Laissez-passer en coulisses

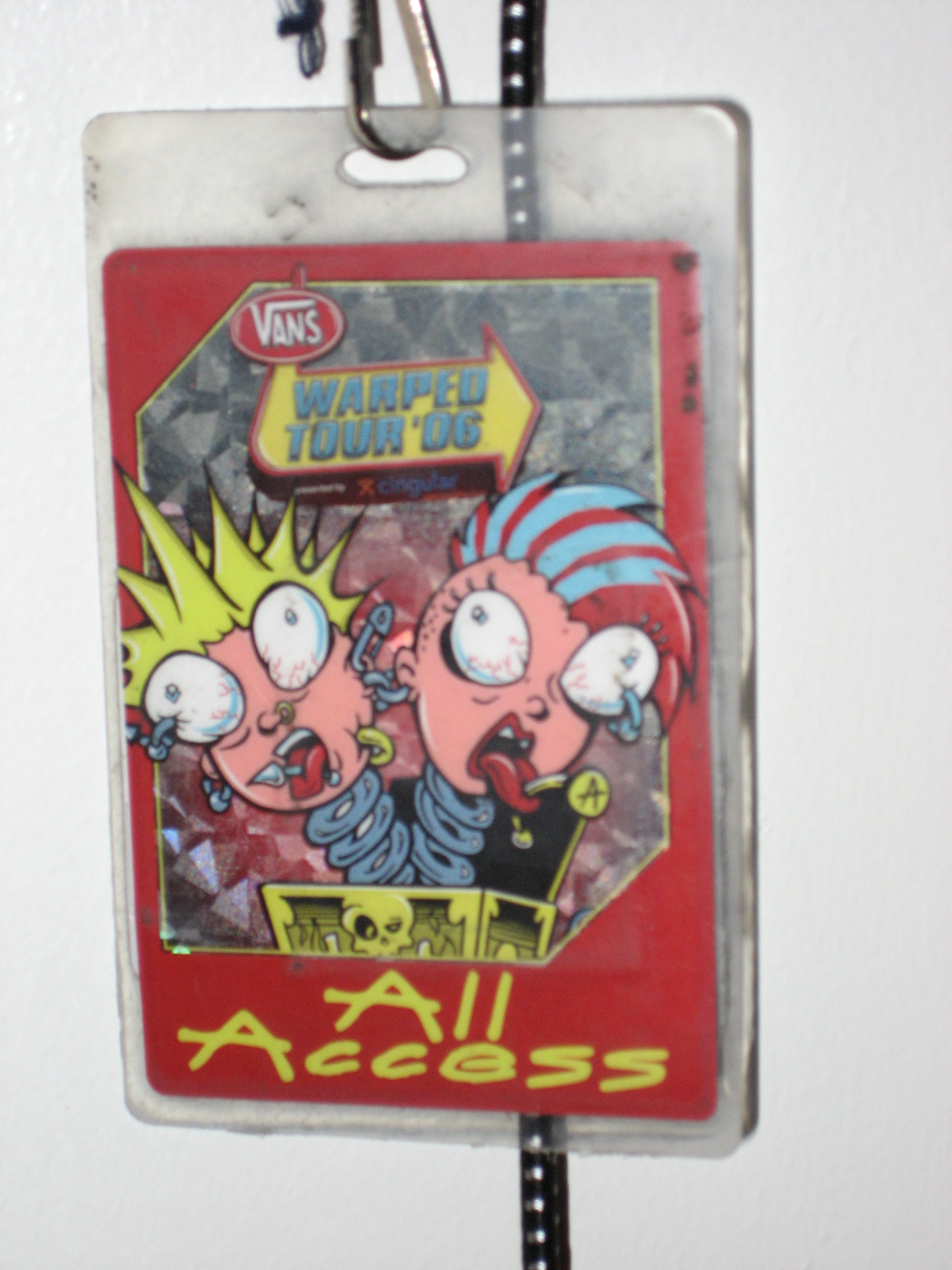
Vans Warped Tour 2006 - Laissez-passer « tous accès » (All Access Pass)

Un laissez-passer en coulisses (backstage pass en anglais) est un laissez-passer qui permet au titulaire d'avoir accès aux zones réservées aux employés, généralement les coulisses d'une salle de spectacle et ils sont souvent associés à des groupes de musique rock. Les laissez-passer sont le plus souvent fabriqués avec un carton plastifié porté autour du cou ou à la ceinture, un autocollant posé sur le vêtement, des bracelets ou simplement un motif fait avec un tampon encreur sur la main. 
Certains laissez-passer sont minutieusement conçus; par exemple Bill Graham Productions/Winterland, Beaver Productions et beaucoup d'autres promoteurs, pour décourager la contrefaçon, frabriquent des laissez-passer avec des hologrammes ou des couleurs changeantes. Des laissez-passer souvenirs sont parfois vendus à des fans et peuvent prendre beaucoup de valeur lorsqu'ils sont autographiés. 
Le terme « Backstage Pass » est maintenant utilisé par des sociétés comme Yahoo!, la télévision, la radio et les magazines pour faire référence à un domaine qui met en lumière certains groupes musicaux. 

## Types
- Des laissez-passer « tous accès » (All Access passes) permettent au porteur un accès illimité à la salle de spectacles. Ces laissez-passer sont généralement limités à des artistes, leur équipe, leur gérant, et aux gestionnaires de la salle.
- Un laissez-passer « équipe de scène » (Stage Crew passes) sont utilisés par les monteurs de scènes, les autorités locales, l'aide temporaire et ne sont généralement valables que pendant cette partie de la journée, et non pas pour pendant ou après le spectacle.
- Un laissez-passer « autre employé » (Other employee passes) pour les gens qui ont une occupation spécifique, comme le personnel de restauration, la sécurité et les livreurs de marchandise.
- Les laissez-passer pour médias, comme les journalistes de presse et les photographes.
- Les laissez-passer accès limité (Limited Access passes) sont généralement destinés pour les fans spécialement sélectionnés qui obtiennent le droit de rencontrer et de saluer des artistes. Ils peuvent également être utilisés pour les invités ou des groupies afin de leur donner un statut VIP. Ces laissez-passer sont souvent émis pour la fête suivant un évènement public.